# Konguta
Konguta är en ort i Estland. Den ligger i Konguta kommun och landskapet Tartumaa, i den södra delen av landet, 160 km sydost om huvudstaden Tallinn. Konguta ligger 74 meter över havet och antalet invånare är 162.
Terrängen runt Konguta är platt. Runt Konguta är det glesbefolkat, med 11 invånare per kvadratkilometer. Närmaste större samhälle är Elva, 7,5 km öster om Konguta. Omgivningarna runt Konguta är en mosaik av jordbruksmark och naturlig växtlighet.